# Frère Jacques

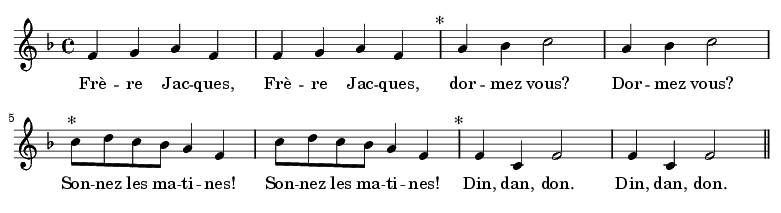
Música i lletra de Frère Jacques

"Frère Jacques" és una cançó infantil francesa. Tradicionalment es canta en forma de cànon, és a dir, de forma que una persona comença i una altra la comença de nou on hi ha l'asterisc a la partitura. Així la cançó pot continuar fins que es decideix la fi.

## Lletres
| Frère Jacques          |
|                        |
| Tune for Frère Jacques |
|                        |

La cançó original és la següent:
Frère Jacques, frère Jacques,

Dormez-vous? Dormez-vous?

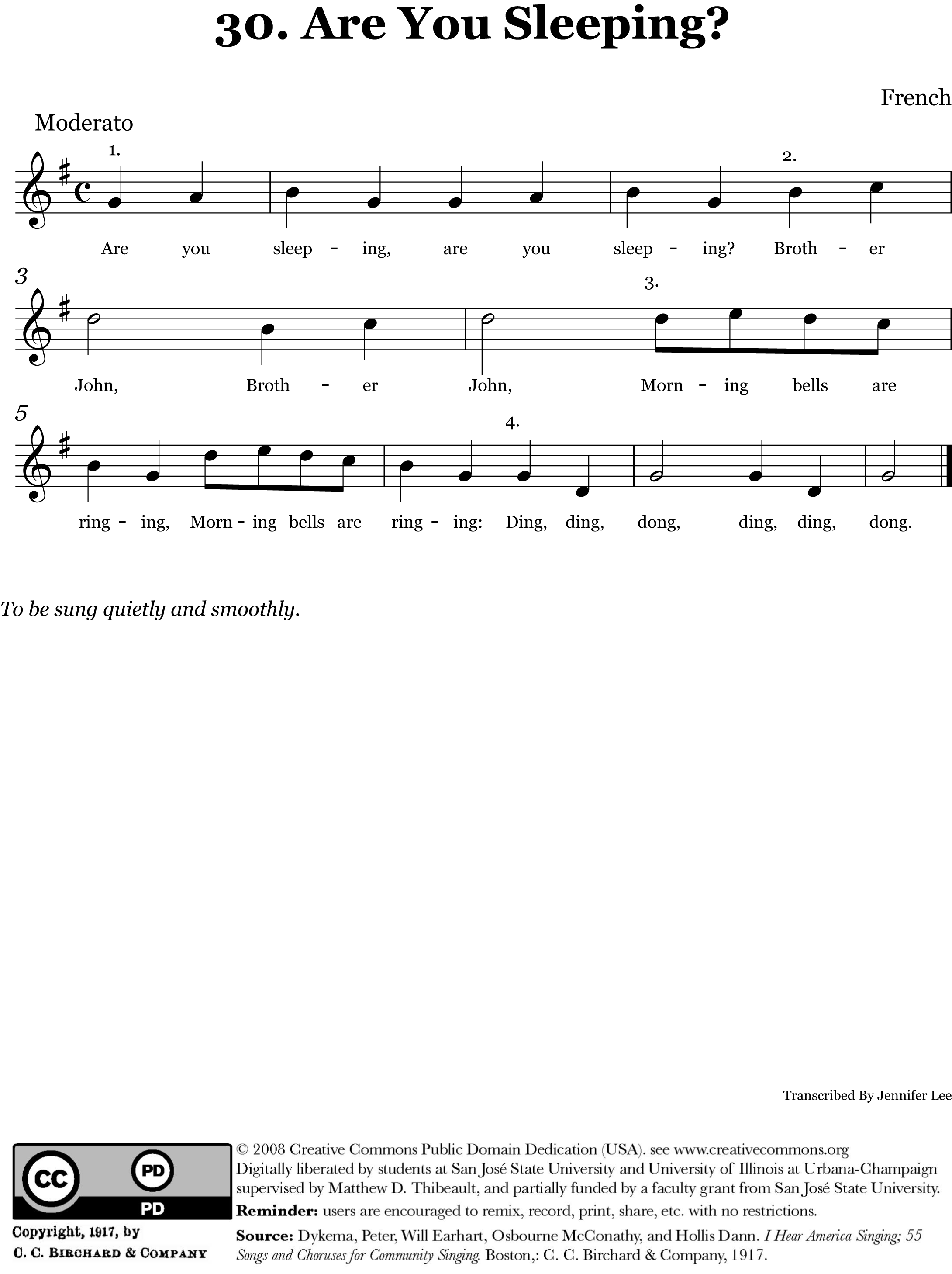
Sheet music version

Sonnez les matines! Sonnez les matines!

Ding, dang, dong. Ding, dang, dong.

La cançó ha estat traduïda i versionada en diferents llengües.
En català
Germà Jaume, Germà Jaume,

Prou dormir! Prou dormir!

Soni les campanes! Soni les campanes!

Ding, dang, dong. Ding, dang, dong.

o
Fra Jeroni, fra Jeroni,

Que dormiu? Que dormiu?

Toquen a matines! Toquen a matines!

Ding, dang, dong. Ding, dang, dong.

La versió que es canta normalment al País Valencià és una versió de Paco Muñoz i va així:
Pare Jaume, Pare Jaume

estàs dormint, estàs dormint,

toquen a matines, toquen a matines

Ding, dang, dong. Ding, dang, dong.

Tant en significat com en prosòdia és més acurada que l'anterior, perquè "frère" en francés fa referència a germà, però també a frare o a "pare" (en el sentit religiós), que en el context litúrgic de la versió original és més adient.

Hi ha una possible connexió entre Frère Jacques i Frère Jacques Beaulieu al segle xvii (també conegut com a Frère Jacques Baulot), és citat per Irvine Loudon, altres autors com J. P. Ganem i C. C. Carson han investigat sobre aquest tema sense trobar evidències.
Francesca Draughon i Raymond Knapp argumenten que Frère Jacques era originalment una cançó per a burlar-se dels jueus, protestants o Martí Luter.
Martine David i A. Marie Delrieu suggereixen que Frère Jacques es podria haver creat per a riure's dels frares dominicans pel seu estil de vida còmode i fàcil.
En una crítica d'un llibre sobre Kozma Prutkov, Richard Gregg diu que la cançó Frère Jacques deriva d'una cançó russa que es cantava als seminaris sobre un "Pare Theofil".

És curiós comparar Frère Jacques amb la Toccate d'intavolatura No. 14, Capriccio Fra Jacopino sopra L'Aria di Ruggiero de Girolamo Frescobaldi que fou publicada cap al 1615. Hi ha una similitud entre les dues peces i Fra Jacopino sembla una traducció a l'italià de Frère Jacques.
Edward Kilenyi apunta que ambdues comparteixen trets melòdics amb Chanson de Lambert, una cançó francesa del 1650 i també amb una melodia popular hongaresa.

Frère Jacques és una de cançons més conegudes del món, i la podem trobar en diferents versions arreu dels països. Per exemple:
- Una versió de Frère Jacques apareix en el 3r moviment de la Simfonia núm 1 de Gustav Mahler on presenta la melodia en el mode menor en lloc del mode major original, això li dona a la peça un caràcter un poc fúnebre. Però de fet, aquest canvi no és una invenció de Mahler, com es creu, ja que hi ha una versió d'aquesta cançó a Àustria.
- Francesca Draughon i Raymond Knapp creuen que Mahler canvià al mode menor per a fer que la cançó sones més "hebrea", ja que Mahler s'havia convertit al catolicisme però era d'origen hebraic. Quan s'estrenà molts pensaren que era una paròdia. Draughon and Knapp anoten que la cançó s'usava originàriament per a burlar-se dels no catòlics com jueus o protestants, es basen en què hi ha una versió austríaca "Bruder Martin", una possible referència a Martí Luter. Mahler titulà la melodia "Bruder Martin", i feu algunes al·lusions sobre la paròdia en els programes de mà que ell mateix redactà. Alguns troben també influència de la cultura gitana en aquesta peça de Mahler. Interpretations similars prevalen en cercles musicals.
- El comediant francès conegut com a 'Le Pétomane' entretenia al seu públic en els últims anys del segle xix i a principis del segle xx, ho feia amb la seua pròpia versió de Frère Jacques, segons la BBC.
- Els manifestants de la Plaça de Tiananmen cantaven consignes polítiques amb la melodia de Frère Jacques.
- A la Xina, el Vietnam i altres llocs d'Àsia existeix una forta tradició oral d'aquesta cançó. Per exemple una de les la més popular entre els nens xinesos parla sobre "dos tigres."
- En el fons de la cançó Paperback Writer dels Beatles es pot sentir a George Harrison i John Lennon cantantFrère Jacques.
- La lletra de la cançó Surf's Up dels Beach Boys' inclou una petita referència a aquesta cançó en la versió anglesa Brother John', ja que el final dels dos primers versos són Are you sleeping? i Are you sleeping, Brother John?.
- La versió Frère del virus informàtic Jerusalem toca Frère Jacques si eixe dia és divendres o el 13 del mes.

1. 
2. 
3. 
4. 
5. 
6. 
7. 
8. 
9. 
10. 
11. 
12. 
13. 
14. 
15. 
16. 
17. 
18. 
19. 
20. 

A Wikimedia Commons hi ha contingut multimèdia relatiu a: Frère Jacques

- Un "Frère Jacques" interactiu i multilingüe amb una col·lecció de vídeos de diferents infants cantant aquesta cançó